# Alternatieve Elfstedentocht Weissensee

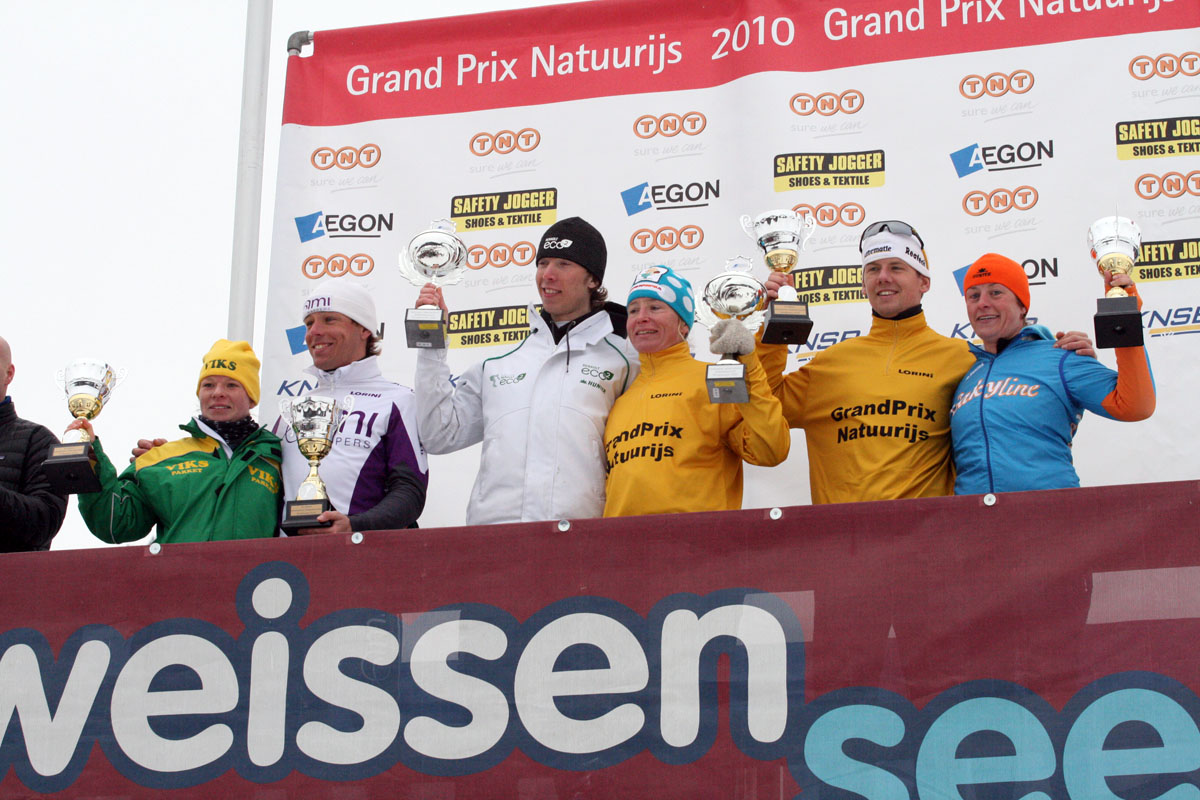
Podium van de Alternatieve Elfstedentocht 2010.

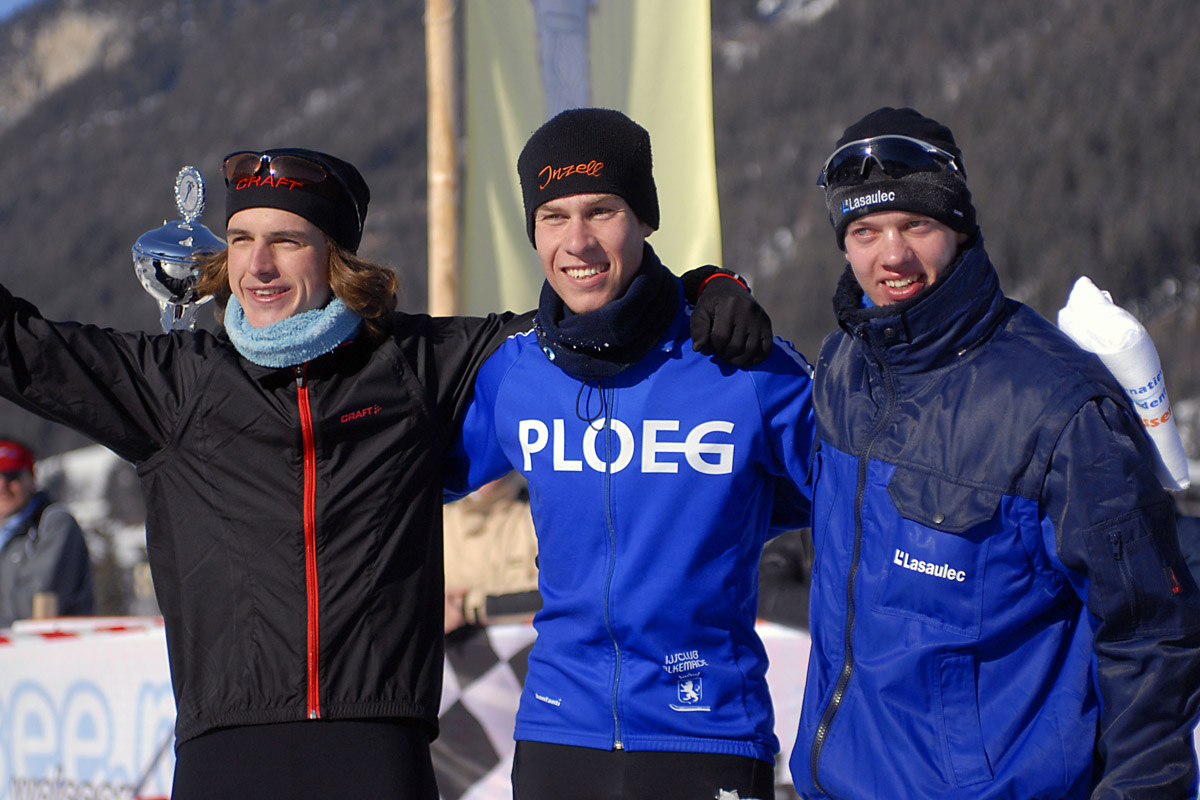
Podium van de Weissensee Talent Trophy 2010.

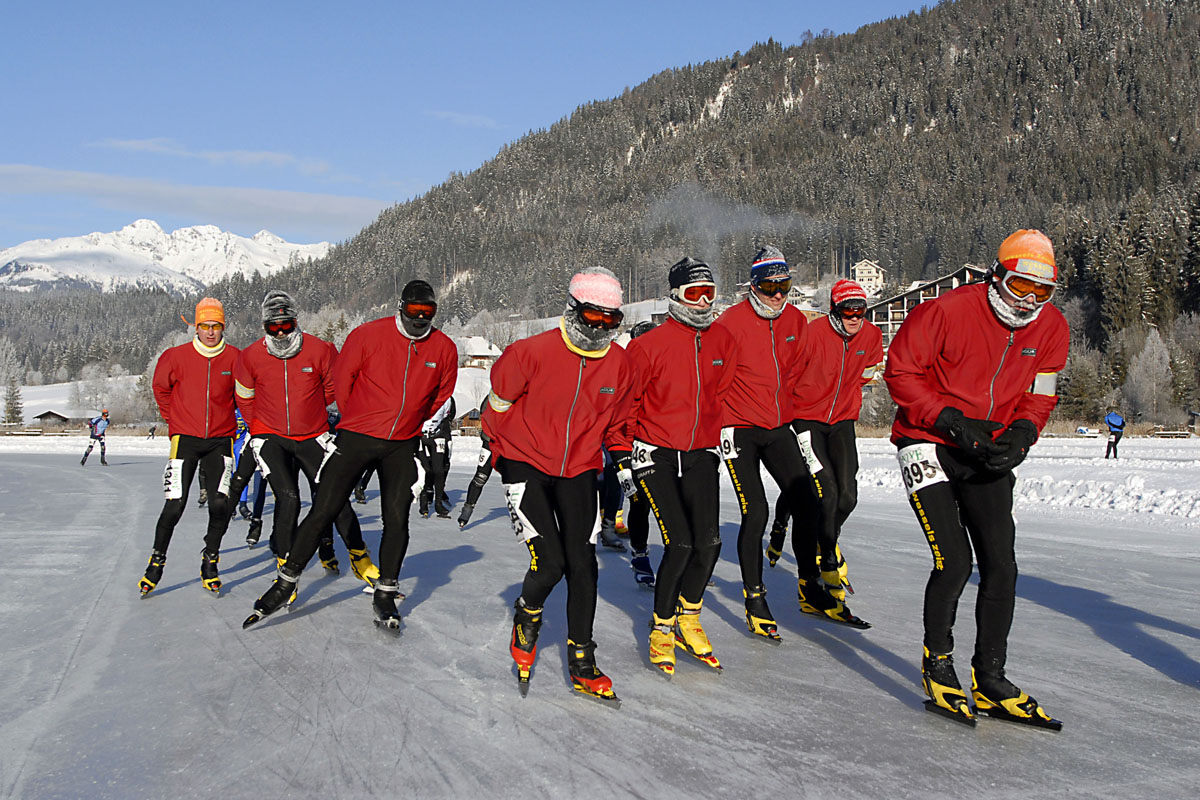
Sfeerbeeld van een van de toertochten van 2010.

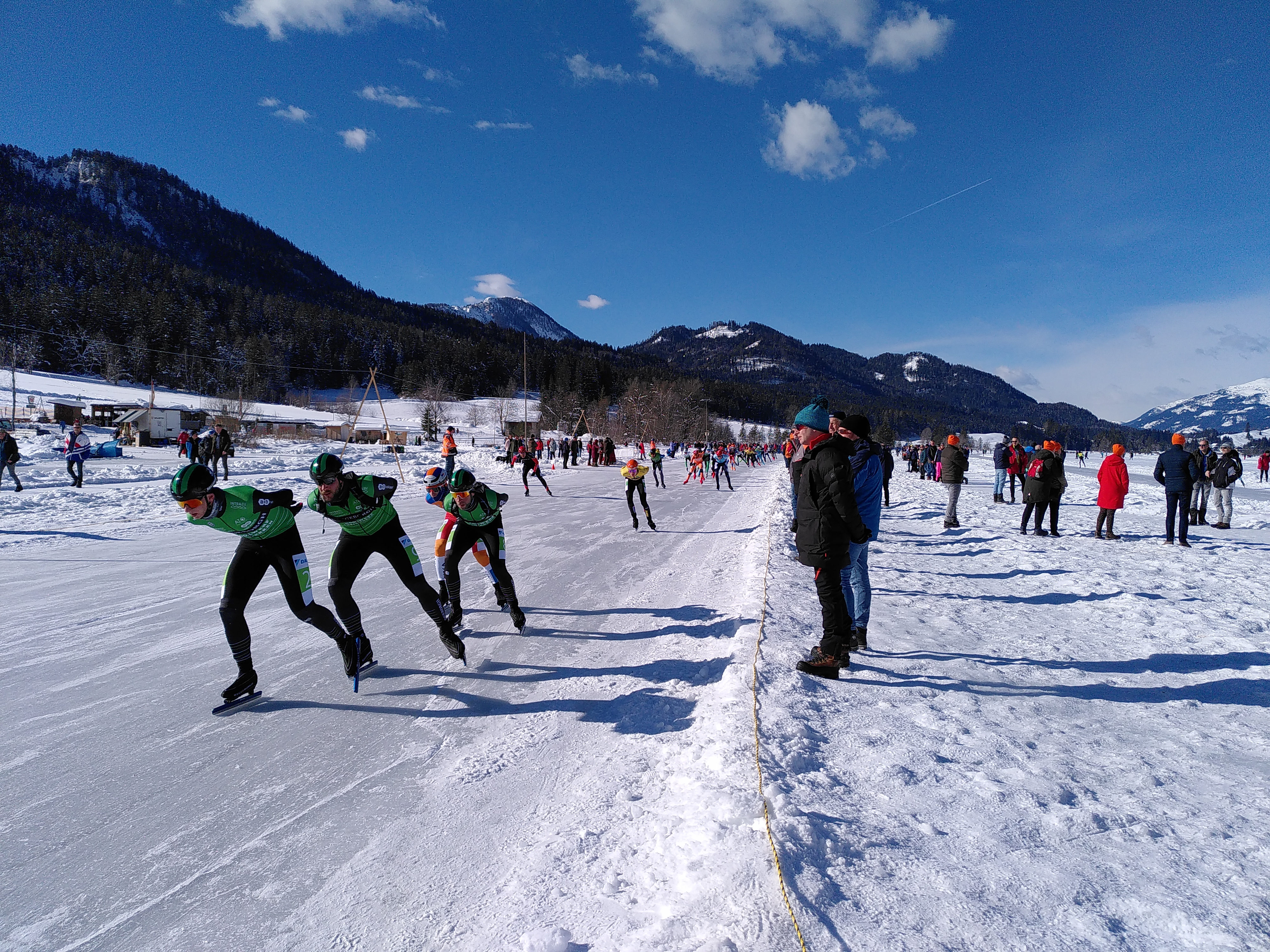
Sfeerbeeld van de mannenwedstrijd van de Alternatieve Elfstedentocht 2023

De Alternatieve Elfstedentocht Weissensee (AEW) is een Alternatieve Elfstedentocht. Deze tocht op de Weissensee in Oostenrijk is, bezien over de afgelopen jaren, de meest succesvolle wedstrijd van het seizoen en wordt jaarlijks door de AEW - tot 2010 onder de namen Stichting Wintersporten en Stichting Wintermarathon - georganiseerd. Het evenement wordt altijd gehouden in de laatste weken van januari of begin februari en trekt ongeveer 6000 Nederlanders naar Oostenrijk.
Behalve de wedstrijd worden ieder jaar vier toertochten voor recreatieve rijders georganiseerd, hun doel is het op één dag 200 km te schaatsen. Vooral door deze Alternatieve Elfstedentocht is het schaatsen op de Weissensee bekend. De Weissensee ligt tussen de Alpen en de Dolomieten, op bijna 1000 meter hoogte. Aart Koopmans heeft het initiatief voor de Alternatieve Elfstedentocht op de Weissensee genomen.
De KNSB organiseert op de Weissensee jaarlijks het Open Nederlands Kampioenschap.

## Opzet
De tocht wordt sinds 1989 in principe jaarlijks gehouden op de Weissensee, het meer is een twaalf kilometer lang bergmeer. Afhankelijk van de ijsomstandigheden wordt de lengte van het parcours bepaald. De deelnemers van de toertochten profiteren van de wedstrijden, die er worden georganiseerd. Deelnemers van de toertocht staat het vrij minder dan 200 km te schaatsen. Voor iedereen wordt de afgelegde afstand en de tijd geregistreerd. In 2007 is de wedstrijd om de Alternatieve Elfstedentocht door weersomstandigheden afgelast. Als alternatief werd er in dat jaar een tocht op het Hövsgöl Nuur in Mongolië georganiseerd. In 2014 werd er eveneens vanwege hevige sneeuwval niet gereden. In 2021 en 2022 werd de tocht afgelast vanwege de COVID-19-pandemie.Ook in 2025 werd de tocht niet gereden, ditmaal omdat het vanwege regen en dooi niet mogelijk was om de baan te prepareren.

## Winnaars
In onderstaande tabellen staan de winnaars bij de mannen en vrouwen van de Alternatieve Elfstedentocht op de Weissensee sinds 1989.

### Mannen
| Jaar | Deelnemer             | Woonplaats       | Tijd          |
| ---- | --------------------- | ---------------- | ------------- |
| 1989 | Dries van Wijhe       | Oosterwolde      | 5:40.37       |
| 1990 | Jan Oliemans (150 km) | Amsterdam        | 3:46.41       |
| 1991 | Hylke Boerstra        | Bremen           | 6:54.08       |
| 1992 | Egbert Vossebelt      | Ermelo           | 6:36.12       |
| 1993 | Jan Kooiman           | Ammerstol        | 6:29.59       |
| 1994 | Erik Hulzebosch       | Gramsbergen      | 6:25.55       |
| 1995 | Lammert Huitema       | Roden            | 6:09.47       |
| 1996 | Peter de Vries        | Heerenveen       | 5:55.56       |
| 1997 | Ruud Borst            | Sint Nicolaasga  | 5:46.08       |
| 1998 | Peter de Vries        | Heerenveen       | 5:39.33       |
| 1999 | Peter Baars           | Nieuw-Vennep     | 5:39.38       |
| 2000 | Arjan Schreuder       | Den Ilp          | 5:11.01       |
| 2001 | Erik Hulzebosch       | Loozen           | 5:19.41       |
| 2002 | Miel Rozendaal        | Warmenhuizen     | 5:32.07       |
| 2003 | Ruud Borst            | Sint Nicolaasga  | 5:13.32       |
| 2004 | Henk Angenent         | Woubrugge        | 5:30.29       |
| 2005 | Jeroen de Vries       | Sint Nicolaasga  | 5:28.09,6     |
| 2006 | Bert Jan van der Veen | Joure            | 5:37.02,0     |
| 2007 | niet verreden         | niet verreden    | niet verreden |
| 2008 | Lars Hoogenboom       | Roelofarendsveen | 5:33.17,0     |
| 2009 | Casper Helling        | Wageningen       | 5:37.50,4     |
| 2010 | Jorrit Bergsma        | Oldeboorn        | 5:27.07,3     |
| 2011 | Karlo Timmerman       | Groningen        | 5:32.22,5     |
| 2012 | Jens Zwitser          | Katwijk          | 5:41.33,1     |
| 2013 | Simon Schouten        | Andijk           | 6:08.52       |
| 2014 | niet verreden         | niet verreden    | niet verreden |
| 2015 | Erwin Mesu            | Middelburg       | 5:27.48       |
| 2016 | Niels Mesu            | Tjalleberd       | 5:35.51       |
| 2017 | Crispijn Ariëns       | Wolvega          | 6:06.35       |
| 2018 | Erik-Jan Kooiman      | Lekkerkerk       | 5:38.56       |
| 2019 | Frank Vreugdenhil     | Eldersloo        | 5:31.45       |
| 2020 | Frank Vreugdenhil     | Eldersloo        | 5:31.06       |
| 2023 | Crispijn Ariëns       | Heerde           | 5:37.21       |
| 2024 | Christian Haasjes     | Staphorst        | 5:37.35       |
| 2025 | niet verreden         | niet verreden    | niet verreden |

### Vrouwen
| Jaar | Deelnemer                           | Woonplaats      | Tijd          |
| ---- | ----------------------------------- | --------------- | ------------- |
| 1989 | Alida Pasveer                       | Groningen       | 5:48.06       |
| 1990 | Alida Pasveer (150 km)              | Groningen       | 3:59.04       |
| 1991 | Neeke Smit                          | Terschelling    |               |
| 1992 | Jopie van Wegen                     | Eemnes          |               |
| 1993 | Neeke Smit                          | Terschelling    |               |
| 1994 | Dukke Zijlstra (100 km)             | Deinum          | 3:48.44       |
| 1995 | Klasina Seinstra                    | Sintjohannesga  | 6:43.17       |
| 1996 | Klasina Seinstra                    | Sintjohannesga  | 6:26.33       |
| 1997 | Klasina Seinstra                    | Sintjohannesga  | 6:22.51       |
| 1998 | Gretha Smit                         | Warmenhuizen    | 5:49.33       |
| 1999 | Klasina Seinstra                    | Sintjohannesga  | 6:02.30       |
| 2000 | Gretha Smit                         | Warmenhuizen    | 5:14.42       |
| 2001 | Gretha Smit                         | Warmenhuizen    | 5:42.02       |
| 2002 | Petra Grimbergen                    | Heerenveen      | 5:25.03       |
| 2003 | Petra Grimbergen                    | Heerenveen      | 5:24.54       |
| 2004 | Petra Grimbergen                    | Nij Beets       | 5:49.22       |
| 2005 | Petra Grimbergen                    | Nij Beets       | 5:41.21,8     |
| 2006 | Elma de Vries                       | Haule           | 6:01.19,1     |
| 2007 | niet verreden                       | niet verreden   | niet verreden |
| 2008 | Marleen Elstgeest                   | Hoogmade        | 6:28.41,2     |
| 2009 | Daniëlle Bekkering                  | Den Ham         | 6:43.39,0     |
| 2010 | Daniëlle Bekkering                  | Den Ham         | 6:30.56,3     |
| 2011 | Mariska Huisman                     | Andijk          | 6:26.34,9     |
| 2012 | Carla Zielman                       | Steenwijkerwold | 6:49.20,6     |
| 2013 | Erna Last-Kijk in de Vegte (150 km) | Genemuiden      | 5:07.31       |
| 2014 | niet verreden                       | niet verreden   | niet verreden |
| 2015 | Yvonne Spigt                        | Andijk          | 6:31.54       |
| 2016 | Birgit Witte                        | Duivendrecht    | 6:45.42       |
| 2017 | Lisa van der Geest                  | Warmond         | 7:57.51       |
| 2018 | Anne Tauber                         | Oranjewoud      | 6:33.49       |
| 2019 | Iris van der Stelt                  | Sassenheim      | 6:58.30       |
| 2020 | Laura van Ramshorst                 | Barneveld       | 6:26.07       |
| 2023 | Sharon Hendriks                     | Zwolle          | 6:27.15       |
| 2024 | Tessa Snoek                         | Abcoude         | 6:42.59       |
| 2025 | niet verreden                       | niet verreden   | niet verreden |